# Памятник героям Плевны
Часовня-памятник героям Плевны — памятник русским гренадерам, павшим в бою под Плевной, во время Русско-турецкой войны 1877—1878 годов, установлен в Ильинском сквере Москвы (площадь Ильинские Ворота). Архитектор и скульптор — В. И. Шервуд.
За Плевну велись самые ожесточённые сражения, повлиявшие на ход всей русско-турецкой кампании.
Часовня сооружена по инициативе Московского археологического общества и офицеров и солдат Гренадерского корпуса, расквартированного в Москве, и собравших на его постройку около 50 000 рублей.

## История создания
После подписания Сан-Стефанского договора возникла мысль, которую первым озвучил генерал И. С. Ганецкий, об установке под Плевной памятника погибшим гренадерам. Сразу была открыта добровольная подписка в Гренадерском корпусе. По просьбе Ганецкого о «безвозмездной уступке в собственность гренадер» участка земли с курганом Копаная Могила, Совет Плевненского округа отдал его в «вечную собственность» Гренадерского корпуса. Когда гренадеры вернулись в Россию (в конце 1878 года), оказалось, что вместе с поступлениями из других армейских частей, была собрана сумма около 27 тысяч рублей. Была образована специальная комиссия по установке памятника, которая выработала программу конкурса на составление проекта. Летом 1880 года (с 16 по 21 июня) в залах МУЖВЗ были представлены десять проектов памятника. В итоге первая премия была присуждена архитектору А. И. Вальбергу. Тем не менее, комиссия посчитала, что все проекты «не соответствуют, однако, величию того события, для увековечения которого сооружается памятник».
Когда встал вопрос о новом проекте памятника, И. Е. Забелин предложил кандидатуру Владимира Шервуда, который в это время заканчивал постройку здания Императорского исторического музея.

## История часовни-памятника

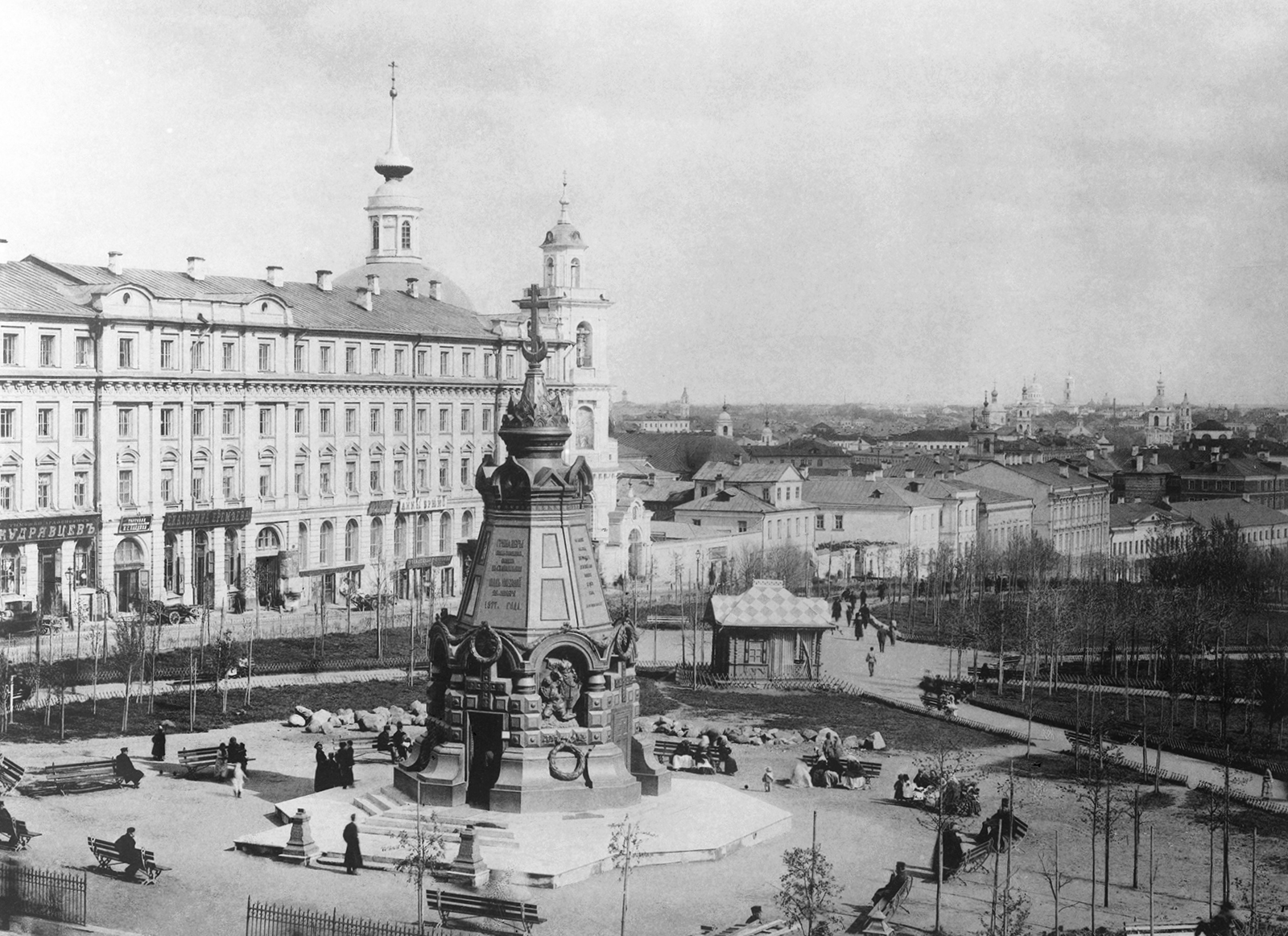
Вид на памятник героям Плевны, 1888 год.

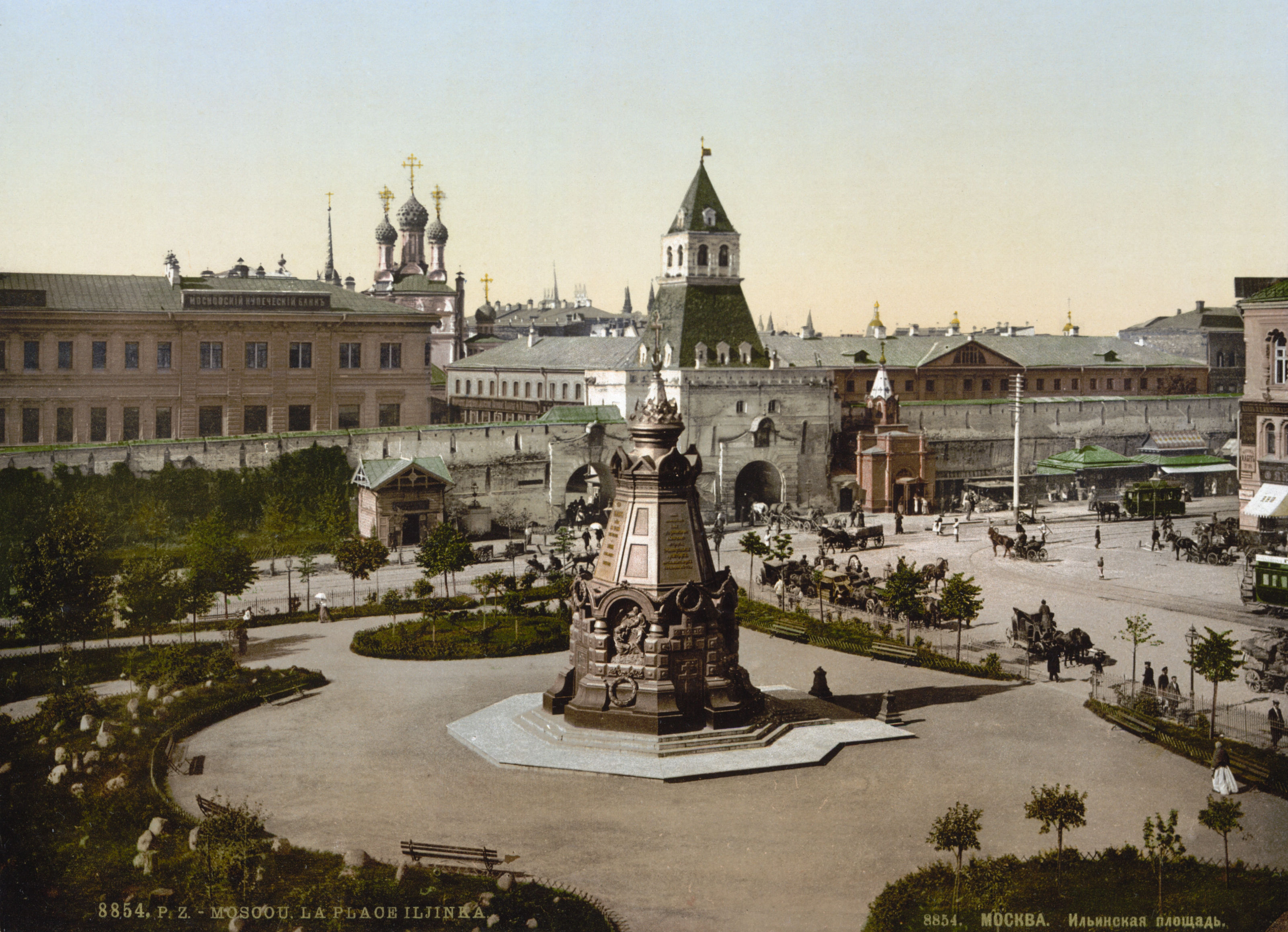
Вид на памятник героям Плевны. Фотохром Петра Павлова, 1896 год.

Как указал В. О. Шервуд в объяснительной записке к первоначальному проекту памятника, из-за того, что «людные пункты и дороги отстоят от места сооружения на значительное расстояние, то необходимо придать памятнику приличную высоту (10 саж<еней>)». Поэтому первый вариант памятника представлял собой часовню высотой более 20 метров с четырьмя скульптурными группами. Сметная стоимость такого памятника составила 70 000 рублей, что было гораздо больше собранной суммы. Комиссия, посылая проект на утверждение Александру II, рассчитывала, что император возместит недостающее, однако царь в ноябре 1880 года «соизволил вполне одобрить его» и разрешил открыть частную подписку для сбора средств и предложил обратиться к московскому купечеству. Решено было также продавать фотографии проекта памятника; в Манеже была устроена выставка рисунков памятника. К весне 1881 года собранная сумма увеличилась лишь до 29 тысяч рублей. 
Новый царь, Александр III, повелел 4 августа 1881 года, соорудить памятник на имеющиеся средства и в 1882 году Шервуд представил упрощённый вариант, в котором уменьшил размеры памятника и заменил скульптурные группы на горельефы, сохранив «при этом характер и мысль первого проекта»; 19 ноября он был одобрен. 
Шервуд, как исполнитель главных работ, нашёл исполнителей: чугунные детали должны были изготовить на заводе братьев Бромлей, горельефы — на фабрике «Георга Поля и К», крест — фабрика Постникова, стёкла для восьмигранного шатра — фабрика братьев Смольяниновых, а отделку этих стёкол под витражи  по рисунку Шервуда — живописная мастерская Луи Опеля. В 1884 году купец 1-й гильдии и староста храма Христа Спасителя А. И. Кононов взялся изготовить за свой счёт внутри часовни майоликовый иконостас. В начале 1885 года было получено согласие о бесплатной перевозке памятника из Москвы в Болгарию.
Однако в 1886 году в результате Болгарского кризиса, когда отношения между двумя странами ухудшились («примирение» состоялось в 1895 году) появились предложения поставить памятник в Москве; москвичи горячо поддержали эту идею, и московский генерал-губернатор В. А. Долгоруков после долгой переписки с различными департаментами в 1887 году дал согласие на установку памятника героям Плевны в Лубянском сквере. 
Открытие Плевненской часовни состоялось 28 ноября (10 декабря) 1887 года, в день десятилетия битвы под Плевной. Открытие было отмечено парадом частей Гренадерского корпуса, принятого генерал-фельдмаршалом Великим князем Николаем Николаевичем; городскому голове Н. А. Алексееву был вручён акт о передаче памятника-часовни Москве.

## Художественные особенности
Чугунный восьмигранный шатёр-часовню на низком постаменте венчает православный крест. Отлитые из чугуна детали собирались и монтировались с идеальной точностью — на поверхности не видно ни единого шва.
Боковые грани памятника украшены четырьмя горельефами: русский старик-крестьянин, благословляющий сына-гренадера; янычар с кинжалом, вырывающий ребёнка из рук матери-болгарки; гренадер, берущий в плен турецкого солдата; умирающий русский воин, последним усилием срывающий цепи с женщины, олицетворяющей Болгарию. На гранях шатра надписи: с северной стороны — «Гренадеры своим товарищам, павшим в славном бою под Плевной 28го ноября 1877 г.»; с южной — «В память войны с Турцией 1877—1878 годов» и перечень основных сражений — «Плевна, Карс, Аладжа, Хаджи-Вали»; на восточной и западной — цитаты из Евангелия. Перед памятником — чугунные тумбы с надписями «В пользу увечных гренадер и их семейств» (на них стояли кружки для пожертвований).
В интерьере часовни, отделанном полихромными изразцами, помещались живописные образа Александра Невского, Иоанна Воина, Николая Чудотворца, Кирилла и Мефодия, семь бронзовых плит с именами погибших гренадеров (убитых и умерших от ран) — 18 офицеров и 542 солдат.
После 1917 года большая часть внутреннего убранства, украшения и бронзовые плиты с именами погибших гренадеров были утрачены; часовня была закрыта и в обезображенном виде простояла до середины 1940-х годов, к концу войны её привели в порядок, восстановили крест и позолотили надписи. В 1959 и 1966 годах производился ремонт и часовня была полностью покрыта консервирующим составом, что придало ей вид чёрного чугунного памятника. В 1984 году исполкомом Моссовета было принято решение о реставрации памятника под наблюдением архитектора Г. Ф. Мелентьева.
В декабре 1992 года часовня была передана Русской православной церкви и приписана к Николо-Кузнецкому храму. На сегодняшний день часовня приписана к Кадашевскому храму, настоятелем которого является протоиерей Александр Салтыков. В 1997—1998 годах были произведены первые за всю историю ремонт и реставрация монумента. 
В ознаменование 120-летнего юбилея освобождения Болгарии и подписания Сан-Стефанского мирного договора, 1 марта 1998 года состоялось освящение и открытие часовни-памятника в присутствии патриарха Алексия II; 3 марта, в день национального праздника Дня освобождения Болгарии от османского ига у вновь освящённой часовни состоялось торжественное поминовение воинов духовенством Русской и Болгарской Православных Церквей; в декабре 1999 года при часовне было учреждено Патриаршее подворье (в настоящее время здесь регулярно совершается заупокойное богослужение).

## Реставрация

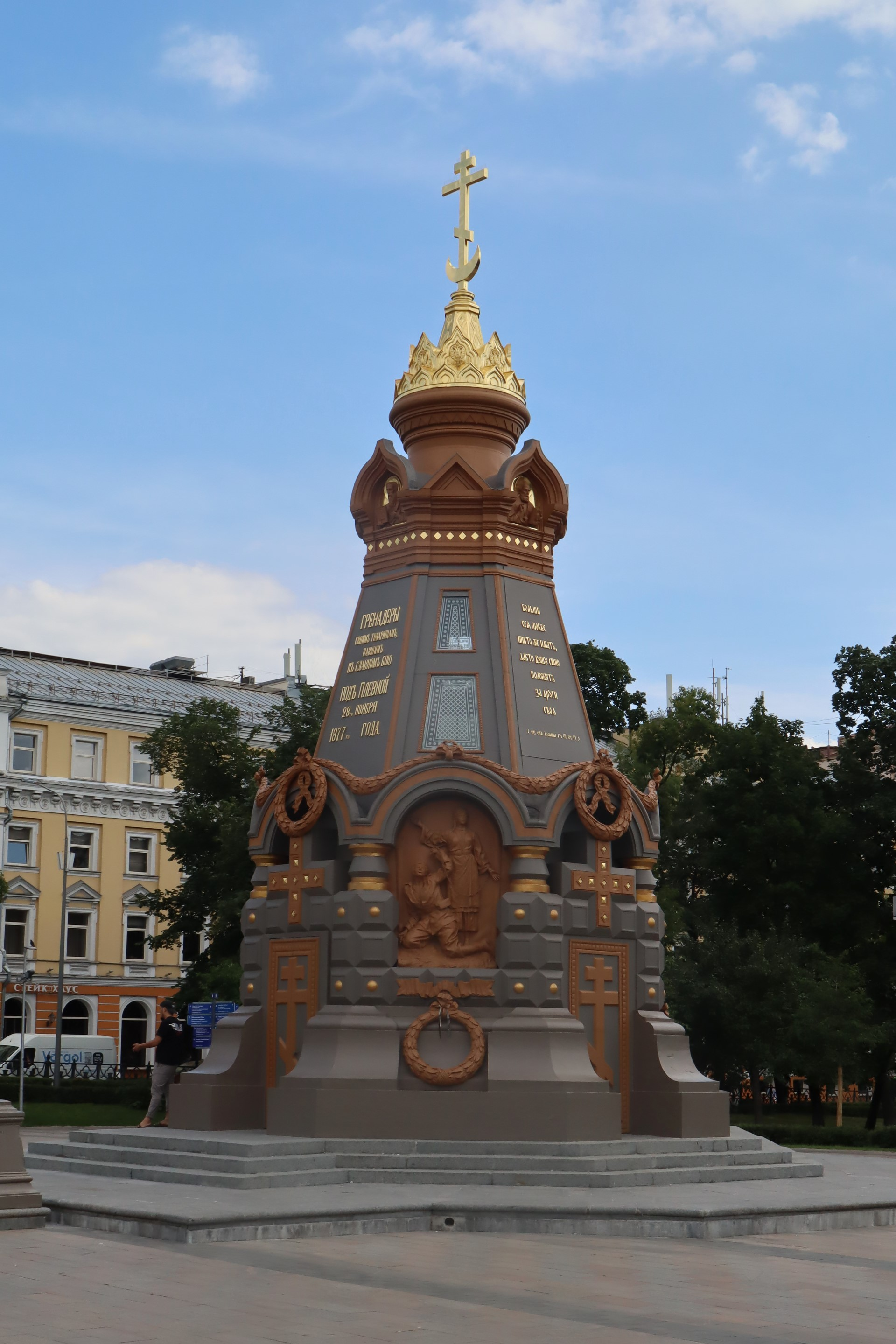
Памятник героям Плевны после реставрации, 2022 год.

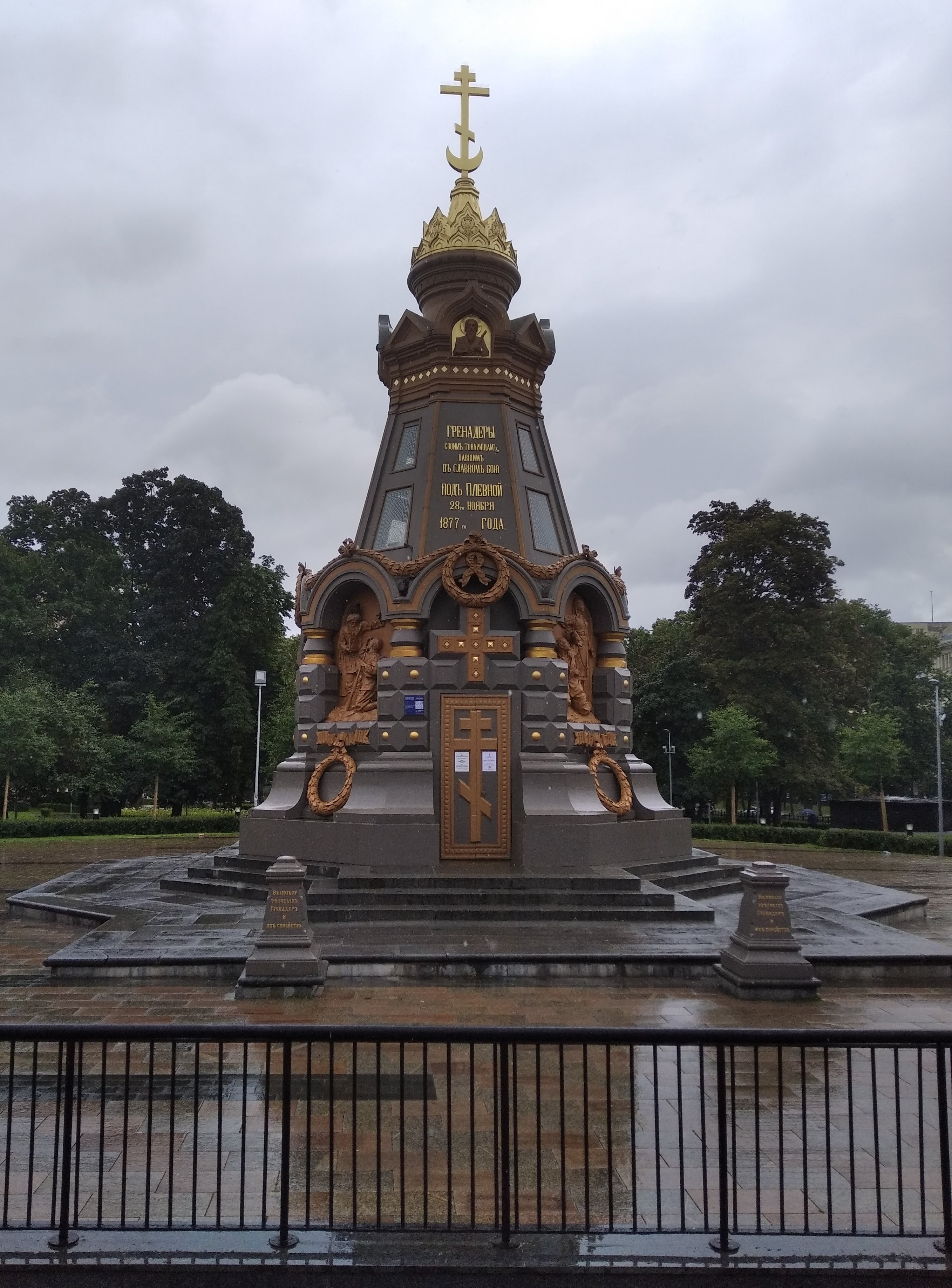
Современный вид (август 2024)

21 августа 2018 года московский департамент по конкурентной политике объявил тендер на реставрацию часовни. Заказчиком проекта выступило ГКУ «Мосреставрация», начальная стоимость контракта составила 11,2 млн руб. Конкурсное задание было направлено на исследование памятника, фиксацию утрат и разработку проектной документации для работы по восстановлению объекта культурного наследия. Закончить подготовку проектных документов планировалось к концу 2019 года.
Во время реставрации были расчищены от старой краски и коррозии стены, заделаны трещины и швы, поверхности обработаны защитными составами. Также были укреплён стилобат (цоколь), отремонтированы деревянные дверь и окна, отреставрированы и воссозданы утраченные элементы декора (барельефов и горельефов), проделаны работы по золочению посвятительных надписей, креста, купола. Внутри часовни были отреставрировали изразцы, иконы и керамический пол, сделанный из цветной метлахской плитки. Реставрация закончилась к февралю 2022 года.